# Cessna 140

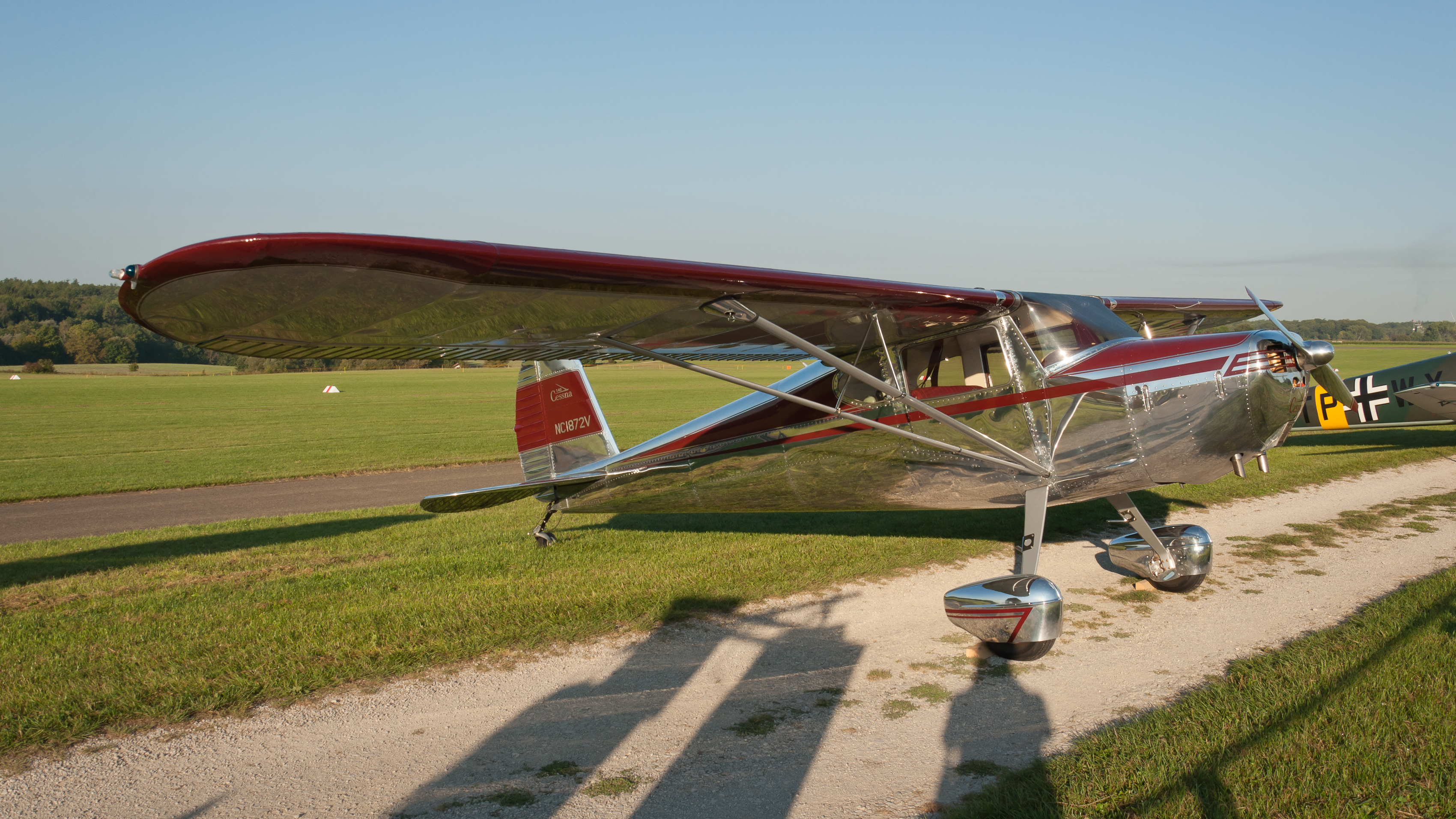
Cessna 140

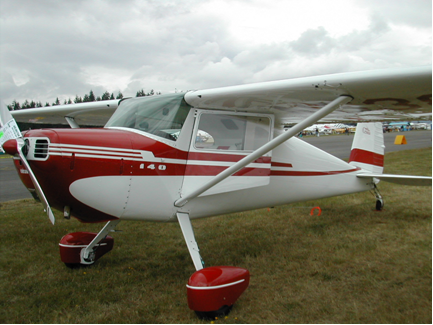
Cessna 140A mit einfacher Flügelverstrebung

Die strukturell sehr ähnlichen Modelle Cessna 120 und Cessna 140 waren Leichtflugzeuge des amerikanischen Herstellers Cessna, die von 1945 bis 1951 mit einer Stückzahl von 7664 (mehr als 2000 Cessna 120 und über 5000 Cessna 140) gebaut wurden.
Beide Varianten waren Ganzmetall-Kabinenschulterdecker mit abgestrebten, stoffbespannten Tragflächen und starrem Spornradfahrwerk; sie boten Platz für zwei Personen.
Die Cessna 140 absolvierte am 28. Juni 1945 ihren Erstflug; die vereinfachte Cessna 120 folgte 1946.

Sie waren das Urmodell aller einmotorigen Cessnas bis in die heutige Zeit und als einfache und preisgünstige Flugzeuge ausgelegt, die zur Verbreitung der Fliegerei beitragen sollten.

## Varianten
Die Cessna 140 war die luxuriösere Version der beiden Modelle.
Sie verfügte über Landeklappen, zusätzliche hintere Seitenfenster und ein komplettes elektrisches Bordnetz, welches erlaubte, auf Wunsch auch eine Funk- bzw. Navigationsausrüstung, Landescheinwerfer, Anlasser und eine zusätzliche Kraftstoffpumpe nachzurüsten. Der Antrieb bestand aus einem Continental-Kolbenmotor C-85-12F mit 63 kW (85 PS), einem luftgekühlten 4-Zylinder-Boxermotor. Optional war ein C-90-Motor mit 67 kW (90 PS) erhältlich.
1946 waren für eine Cessna 140 3495 $ zu bezahlen.
Die Cessna 120 war die (später erschienene) Sparversion der Cessna 140 und flog 1946 zum ersten Mal. Sie hatte den gleichen Antrieb, aber keine Landeklappen oder hintere Seitenfenster. Ein elektrisches Bordnetz war nur als zusätzliche Option verfügbar. Allerdings wurden die meisten Cessna 120 damit, wie auch mit Seitenfenstern, aus- oder nachgerüstet, so dass sie kaum noch von Cessna 140 zu unterscheiden waren – mit Ausnahme der fehlenden Landeklappen. Die Produktion der Cessna 120 wurde im Jahre 1949 mit Einführung der 140A eingestellt.
Die Cessna 140A wurde gegen Ende der Baureihe in den Jahren 1949 bis 1951 produziert. Es gab sie ausschließlich mit dem Continental-C90-Motor mit 67 kW (90 PS). Cessna-140A-Modelle sind von den anderen Cessna-140- bzw. 120-Modellen leicht durch die einfache Flügelabstützung zu unterscheiden. Bei den Vorgängermodellen findet sich dagegen eine doppelte, V-förmige Abstützung. Ein weiteres Unterscheidungsmerkmal ist die Beplankung der Flügel mit Aluminium. Das maximale Startgewicht wurde um rund 23 kg auf 681 kg angehoben.
Trotz dieser und anderer Verbesserungen begann die Produktion der Serie 140 zu stocken, und die Anzahl der gebauten 140A umfasste nur noch 7 Prozent der gesamten Produktion der Reihe 120/140.
Die Produktion der Baureihe wurde im Jahre 1951 beendet.
Als Nachfolgemodell wird die Cessna 150 angesehen, deren Produktion allerdings erst 1957 begann.

## Technische Daten
| Kenngröße             | Daten                                 |
| --------------------- | ------------------------------------- |
| Besatzung             | 1                                     |
| Passagiere            | 1                                     |
| Länge                 | 6,55 m                                |
| Spannweite            | 10,16 m                               |
| Höhe                  | 1,91 m                                |
| Flügelfläche          | 14,80 m²                              |
| Flügelstreckung       | 7,0                                   |
| Leermasse             | 404 kg                                |
| max. Startmasse       | 658 kg                                |
| Tankinhalt            | 95 Liter                              |
| Reisegeschwindigkeit  | 169 km/h (91 kn)                      |
| Höchstgeschwindigkeit | 201 km/h (109 kn)                     |
| Stallgeschwindigkeit  | 72 km/h (39 kn), Klappen ausgefahren  |
| Dienstgipfelhöhe      | 4700 m                                |
| Reichweite            | 724 km                                |
| Triebwerke            | 1 × Continental C85 mit 63 kW (85 PS) |